# 乳児血管腫
乳児血管腫（にゅうじけっかんしゅ、英: Infantile hemangioma; IH）は、その外見から苺状血管腫（いちごじょうけっかんしゅ）とも呼ばれる乳児に発生する良性の血管腫瘍または異常の一種である。皮膚に赤色または青色の隆起性病変として現れる。典型的には生後4週目に始まり生後5ヶ月頃まで増殖し、その後数年間で退縮して消失する。消退後も皮膚に瘢痕が残ることが多い。小児期の眼窩および眼窩周囲領域で最もよく見られる腫瘍である。皮膚、皮下組織、口腔および口唇の粘膜、ならびに肝臓および消化管を含む皮膚外にも発生することがある。合併症として、疼痛、出血、潰瘍形成、外観変化、心不全などが知られている。
発症の根本的な理由は明らかではない。約10％の症例で家族内発症がみられる。PHACE症候群のような他の異常を伴う症例も少数存在する。診断は一般に症状と外観に基づいて行われる。時に画像診断が役立つ場合もある。
殆どの場合、注意深く観察する以外に治療の必要はない。血管腫は急速に成長するがその後成長が止まり、徐々に薄くなっていき、通常は3歳半で最大限の改善がみられる。この痣は見た目に心配になるかもしれないが、視界を妨げたり鼻孔を塞いだりしない限り自然に消えるに任せるべきである。しかし症例によっては問題が生じることもあり、その際はプロプラノロールやステロイドなどの薬物療法が推奨される。時には手術やレーザー治療が行われることもある。
乳児に最も多くみられる良性腫瘍の一つで、全出生児の約5～10%に発生する:81。女性、白人、早産児、低出生体重児に多く発生する。身体のどこにでも発生し得るが、83％は頭頸部に発生する。

## 徴候・症状

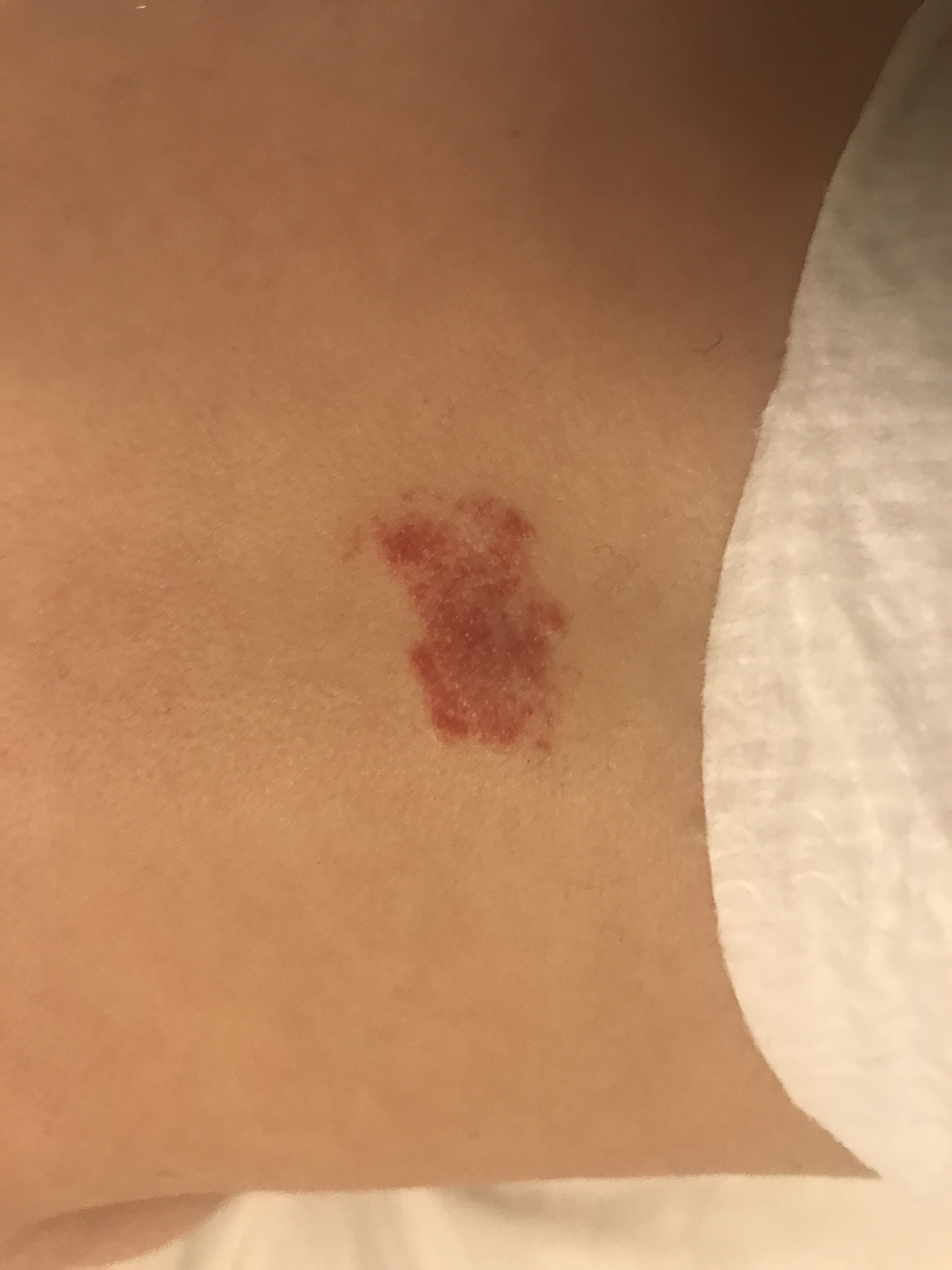
乳児に見られる扁平な血管腫

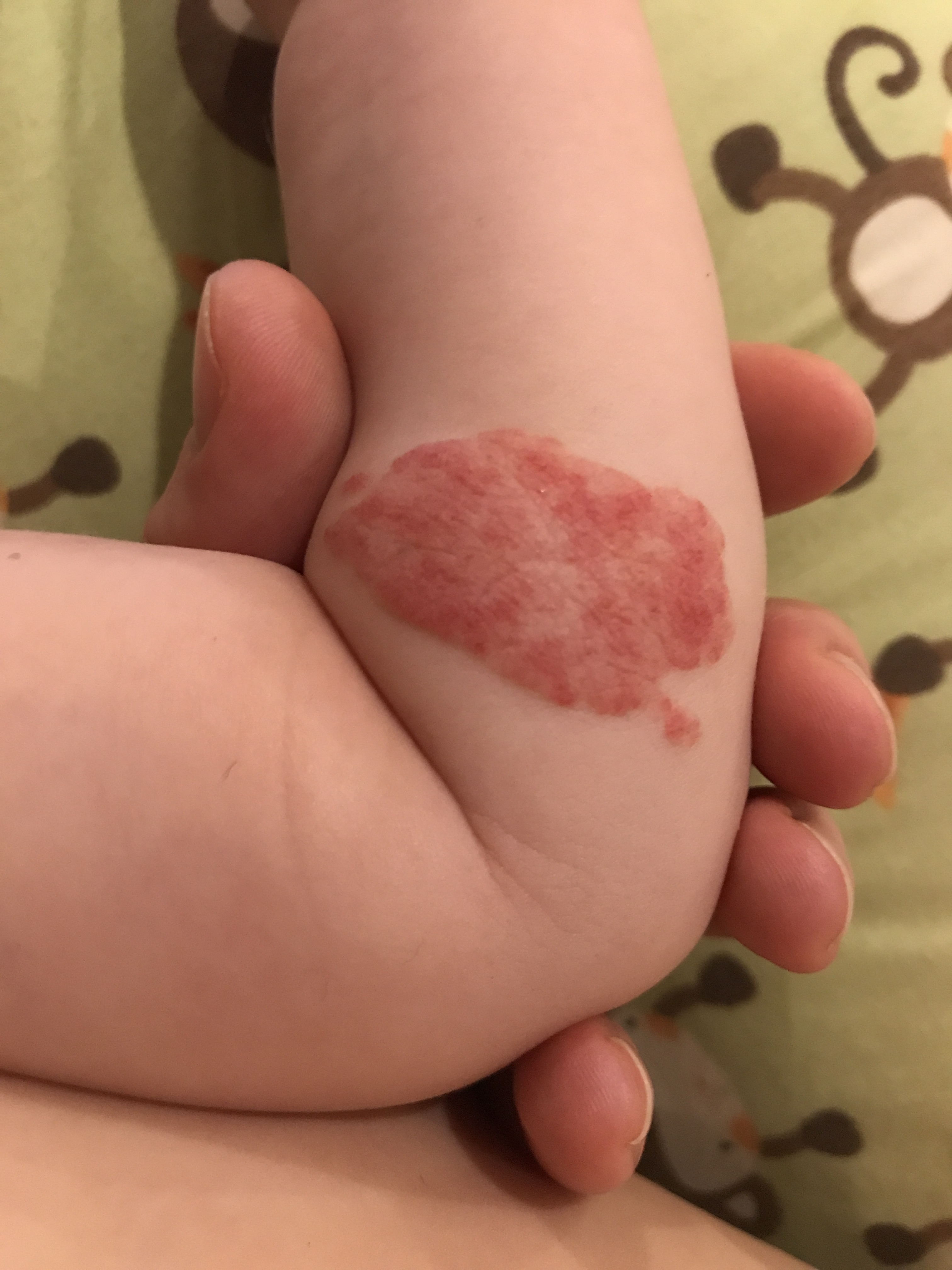
消退途上の血管腫（紅色が一部褪色している）

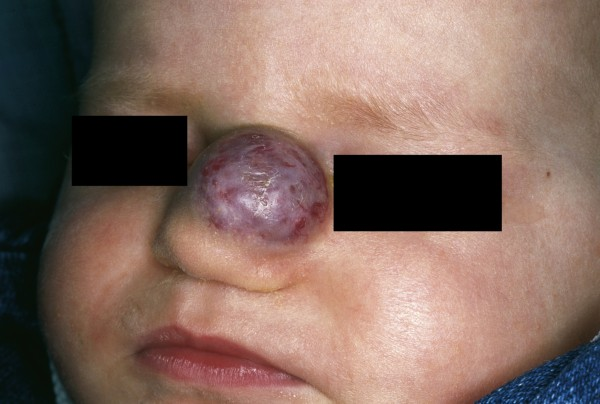
乳児血管腫：1歳児の鼻に発生した赤紫色を呈する充実性血管腫

乳児血管腫は通常、生後数週間から数ヶ月で発生する。白人、出生時体重が1.4kg未満の未熟児、女児、双生児に多い。初期の病変は赤い擦過傷または斑点、白斑または痣に類似している。大部分は頭部および頚部に発生するが、殆どどこにでも発生する可能性がある。血管腫の外観と色は、皮膚下の位置および深さによって異なる。
表在性血管腫は表層部に位置し、鮮やかな紅色から赤紫色の外観を呈する。表在性病変は局面型、腫瘤型、それらの混合型に分けられる。局面型は扁平で毛細血管拡張性を示し、多彩な枝分かれをした小さな毛細血管の斑点からなる。腫瘤型は皮膚から浮き上がり隆起した島のような丘疹や、それが融合した明赤色の斑を形成することもある。乳児血管腫は隆起した表在性血管腫が種を除いたイチゴの側面のように見えることから、歴史的に「いちご状血管腫」と呼ばれてきた。感染症のイチゴ腫とは全く異なり、他人へ感染しない。
後頭皮、頸部、鼠径部/肛門周囲などの特定の部位における表在性血管腫は、潰瘍化のリスクがある。潰瘍性血管腫は黒色の痂皮性丘疹または斑点、あるいは有痛性の糜爛または潰瘍として現れることがある。潰瘍は二次的な細菌感染を起こし易く、黄色の痂皮、排膿、疼痛または悪臭を伴うことがある。また特に深部病変や摩擦部位では出血の危険性がある。5個を超える多発性の表在性血管腫は皮膚外の血管腫（特に肝血管腫）を伴うことがあり、これらの乳児は超音波検査が必要である。
深在性血管腫（皮下型）は境界不明瞭な青みがかった斑点として現れ、増殖して丘疹、結節、またはより大きな腫瘍となることがある。増殖性病変はしばしば圧縮性であるが、かなり硬い。多くの深在性血管腫では、主要な深部成分または周囲の静脈隆起の上に数本の表在性毛細血管が認められることがある。深在性血管腫は表在性血管腫よりやや遅れて発生する傾向があり、増殖期も長くなることがある。深在性血管腫が潰瘍化することは滅多にないが、発生部位、大きさ、増殖によっては問題を引き起こすことがある。繊細な構造物（目や耳）の近くに存在する深在性血管腫は、増殖期に外耳道や眼瞼などのより軟らかい周囲の構造物を圧迫することがある。
混合型血管腫は単に表在性血管腫と深在性血管腫が混在したものであるが、数ヶ月間は混合型であることが明らかにならない場合がある。患者の病変が複数ある場合には、表在性（局面型、腫瘤型、混合型）、深在性（皮下型）、混合性血管腫のいずれかまたは複数の組み合わせが診られる。
また乳児血管腫はしばしば、限局性、分節性、不定性に分類される。局所性血管腫は特定の部位に限局し、単一の部位から発生するように見える。分節性血管腫はより大きく、身体のある領域を包含しているように見える。特に顔面、仙骨、骨盤に発生する場合、大きな血管腫や分節性血管腫は潜在的な異常を伴うことがあり、検査が必要となることがある。
潰瘍化しない限り出血することはなく、痛みもない。体積が増して開口部を塞ぐと不快感を生じる。

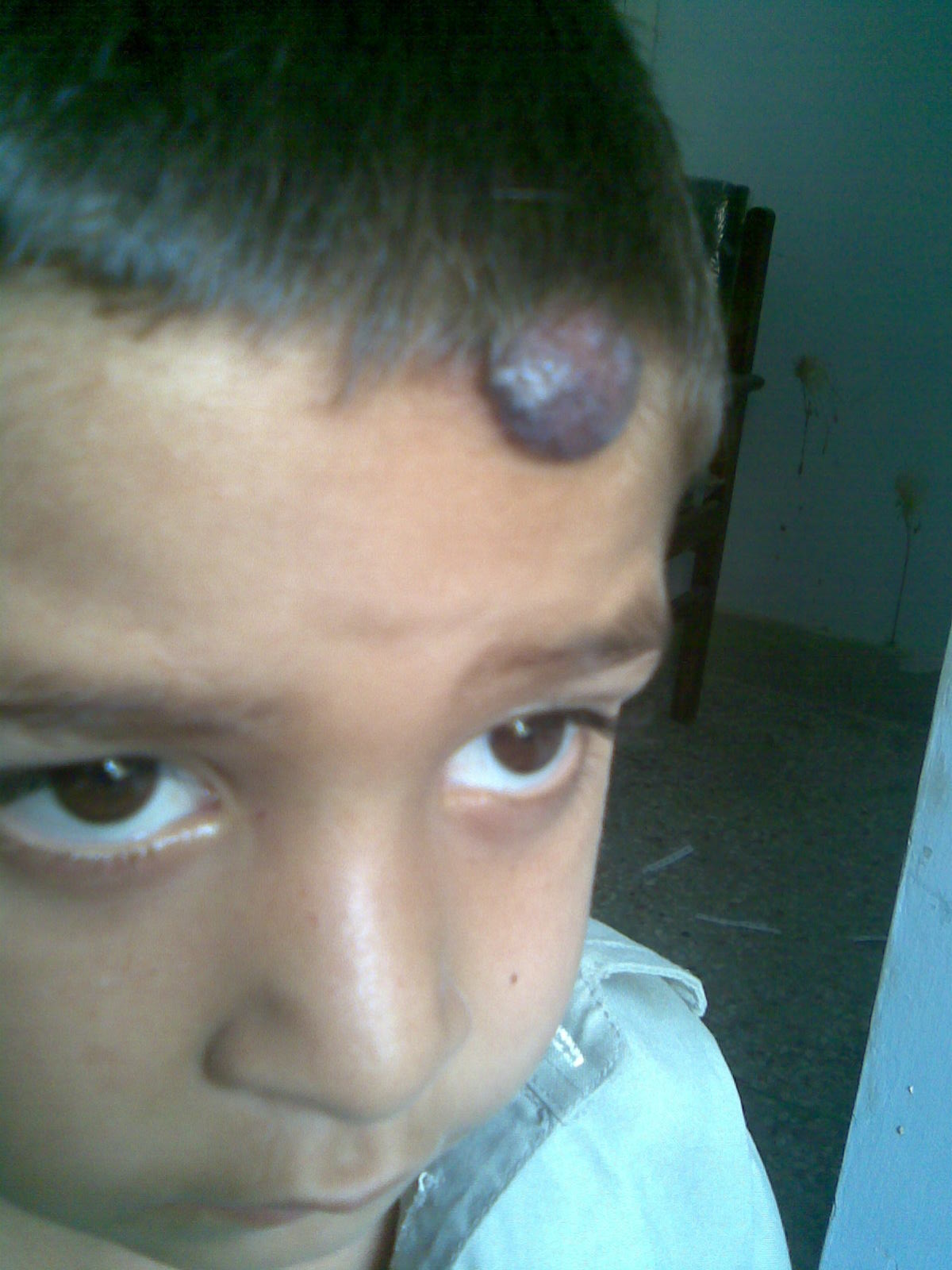
額の血管腫に退縮の兆候が見られる
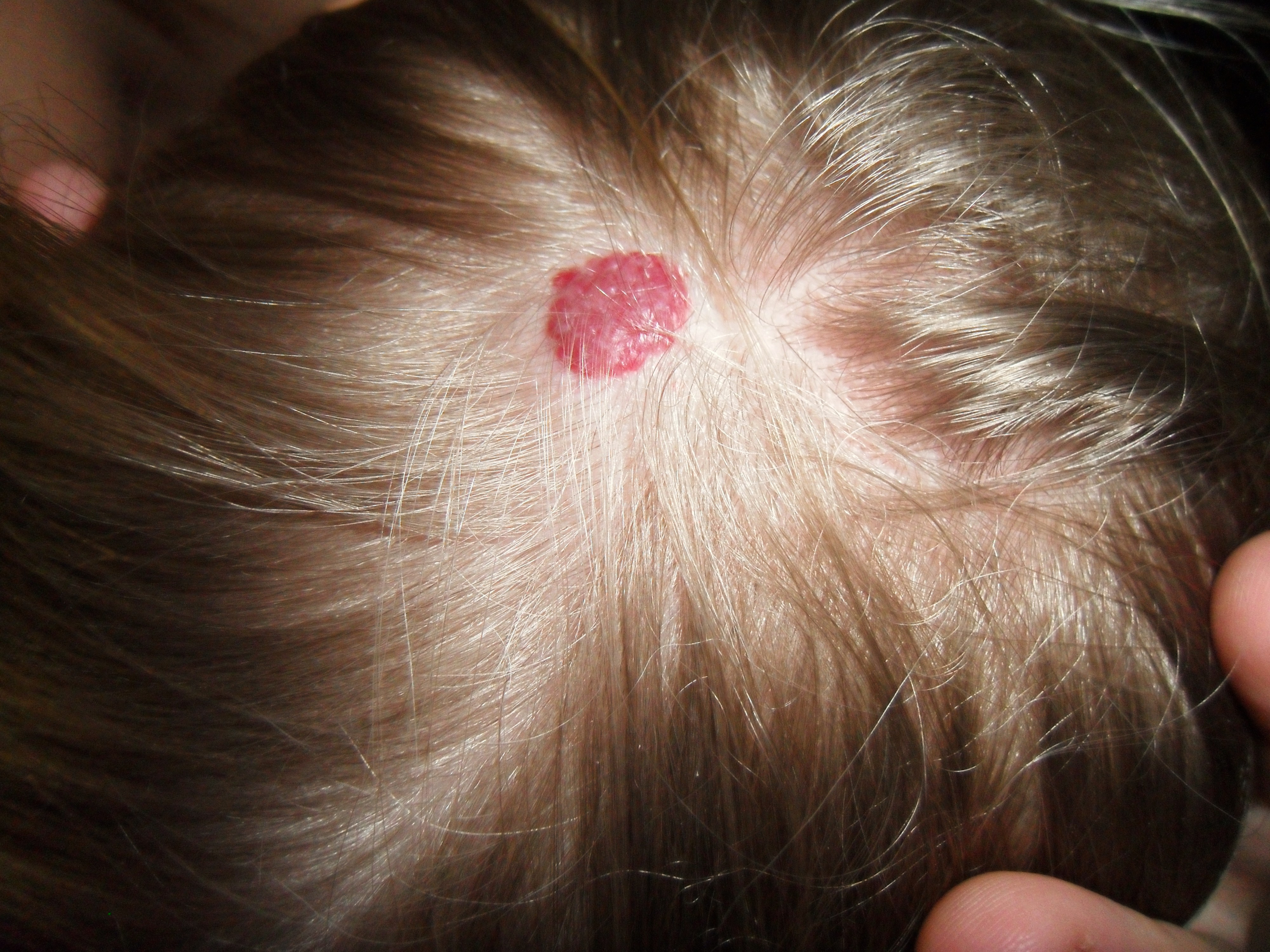
2歳児の頭皮の血管腫
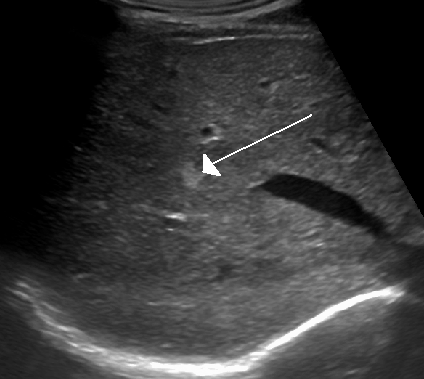
肝血管腫の超音波画像
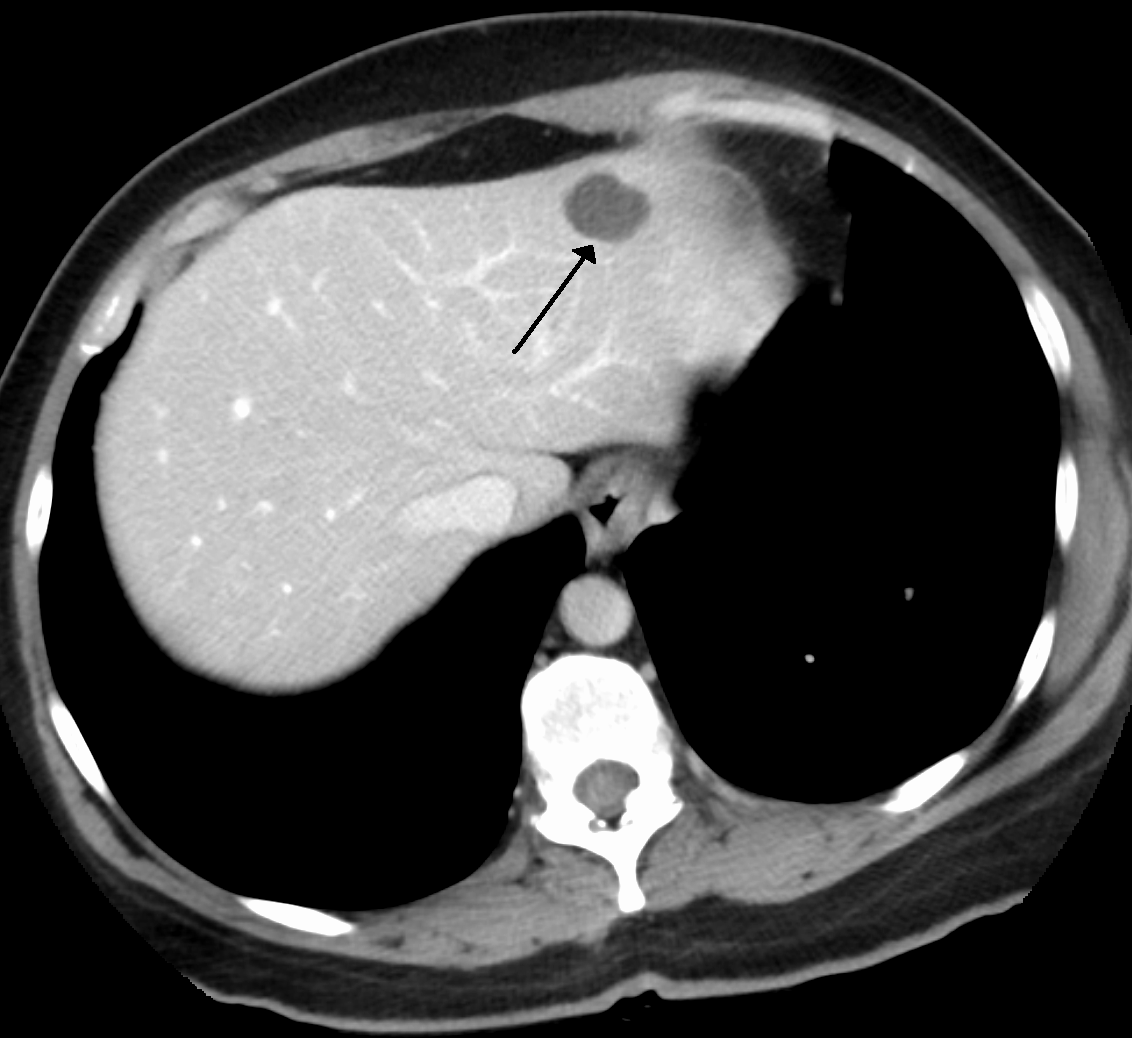
肝血管腫のCT画像

### 合併症
合併症を伴う乳児血管腫は少ない。とは言え16%で潰瘍形成と呼ばれる表面上の破壊が起こり、これは痛みを伴い問題となる。潰瘍が深い場合は著しい不快感、出血、感染症を起こすことがある。血管腫が喉頭に発生した場合、呼吸が困難になることがある（1.4％）。眼球の近くに血管腫が存在する場合、成長した血管腫が閉塞または眼球の偏位を引き起こし、弱視の原因となる場合がある（5.6％）。 極稀に、極めて大きな血管腫は過剰な血管に血液を送り出す必要があるため、高拍出量性心不全を引き起こす可能性がある。骨に隣接する病変は、骨の糜爛を引き起こし得る。
乳児血管腫に関する最も頻繁な訴えは、心理社会的なものである。血管腫は人の外見に影響を及ぼし、相手からの注目や悪意のある反応を惹起する可能性がある。特に口唇や鼻に発生すると変形を外科的に治療することが困難なことがあり、問題が顕著になる。心理的な傷害の可能性は学齢期以降に顕著になる。従って充分な自然改善が見られない場合は、就学前に治療を検討することが重要である。大きな血管腫は重度の伸展によって表面の質感を変化させ、目に見える皮膚の変化を残すことがある。
頭頸部の大きな分節性血管腫は、PHACE症候群と呼ばれる疾患と関連していることがある。腰椎上に大きな分節性血管腫がある場合はLUMBAR症候群と呼ばれる疾患と関連して、（腰椎の）癒合不全、腎および泌尿生殖器にも問題を起こしていることがある。乳児の多発性皮膚血管腫は、肝血管腫の指標となりうる。5個以上の皮膚血管腫を有する乳児では、通常肝血管腫のスクリーニングが推奨される。

## 原因
血管腫の原因は現在のところ不明であるが、幾つかの研究から、増殖におけるエストロゲンシグナル伝達の重要性が示唆されている。局所的な軟部組織の低酸素症と出生後の循環エストロゲンの増加が刺激となっている可能性がある。また妊娠中に母体の胎盤が胎児の真皮に塞栓し、その結果血管腫が発生するという仮説も発表されたことがあるが、別の研究グループが血管腫組織の一塩基多型を母親のDNAと比較して遺伝子解析を行ったところ、この仮説は否定された。他の研究により、血管新生および脈管形成の亢進が血管腫の病因として関与していることが明らかにされている。 

## 診断

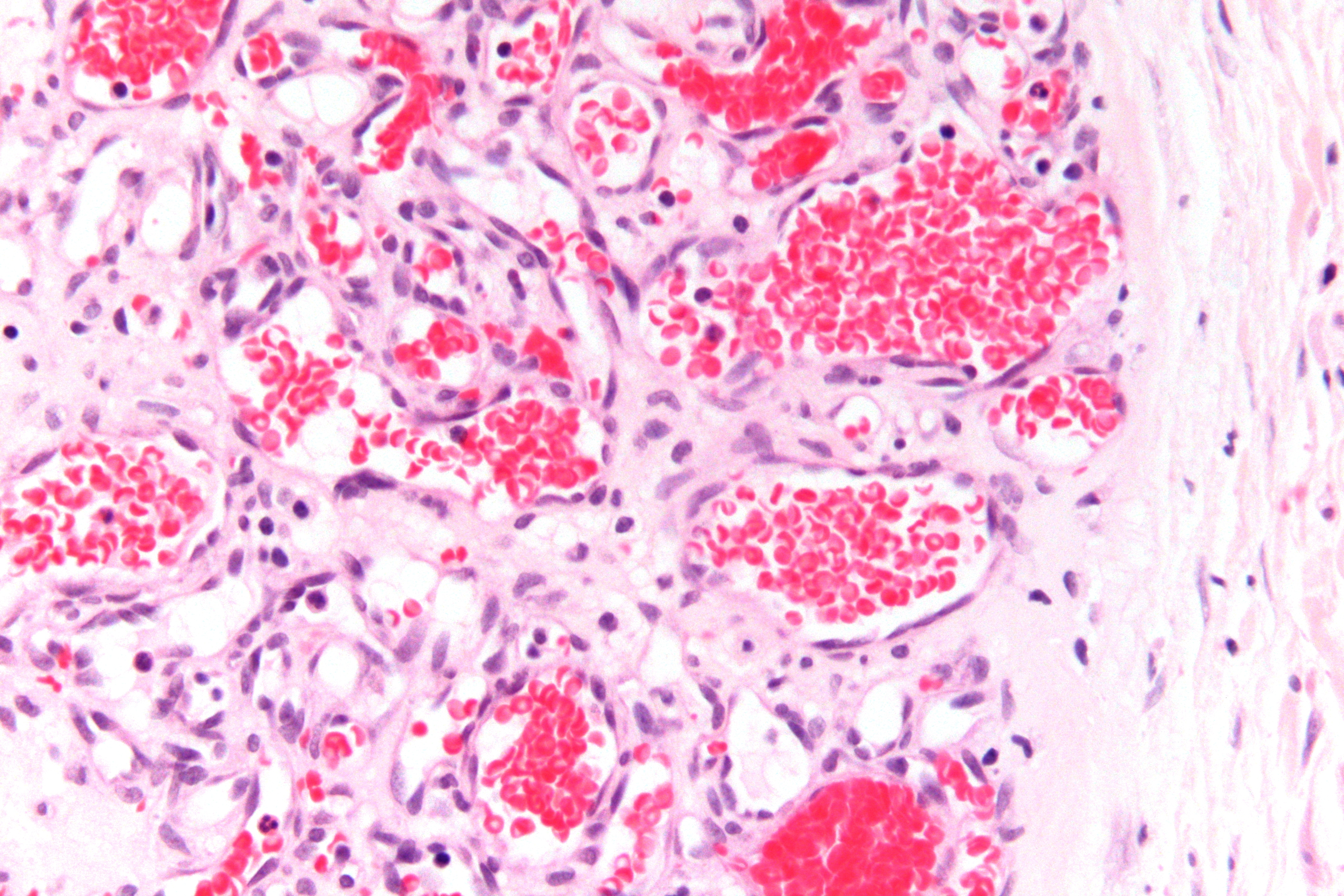
毛細血管腫

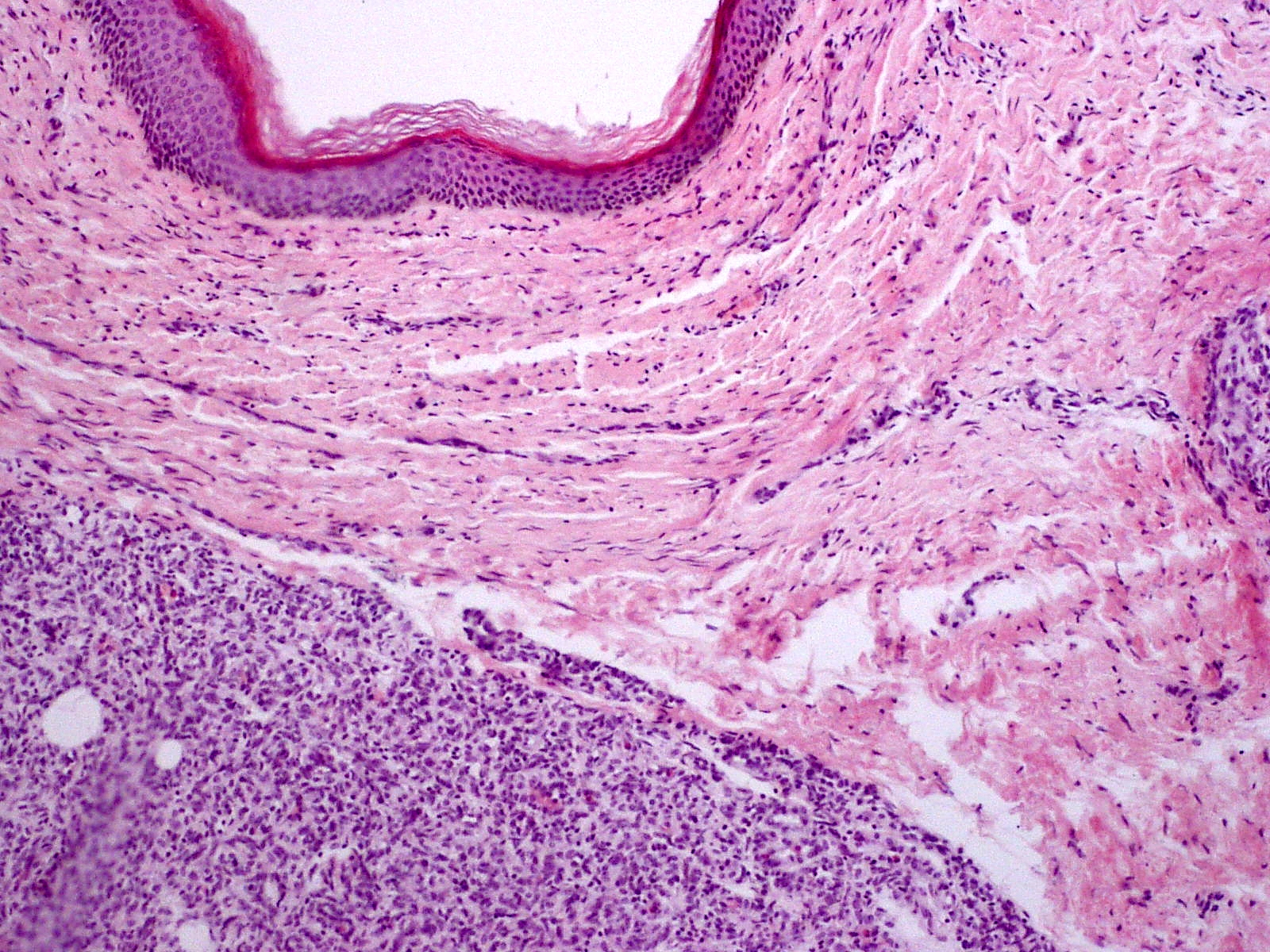
苺状血管腫, H&E染色

乳児血管腫の大部分は病歴聴取および身体診察によって診断できる。稀に、診断を確認するために画像診断（ドップラー超音波、磁気共鳴画像）および/または細胞診または組織病理学検査が必要である。乳児血管腫は通常、出生時には見られないか、蒼白、毛細血管拡張、または黒ずんだ小斑として見られる。出生時に完全に形成された腫瘤は通常、別疾患とされる。真皮上層の表在性血管腫は鮮やかな赤色のイチゴ色であるのに対し、真皮深部および皮下の深在性血管腫は青く見え、触診では硬いかゴム状である。混合性血管腫は両方の特徴を呈し得る。殆ど増殖しないまたは増殖停止中の乳児血管腫（Infantile Hemangiomas with Minimal or Arrested Growth; IH-MAG）は稀なタイプで、細かい斑状の毛細血管拡張を呈し、時折明赤色の丘疹状の増殖性成分が見られる。最小増殖性血管腫は下半身に多い。
乳児血管腫の成長特性に関する正確な病歴は、診断を下す上で非常に有用である。生後4～8週では、乳児血管腫は主に径方向ではなく体積方向に急速に成長する。その後通常6～9ヶ月間ゆっくりとした成長が続き、3ヶ月までに80％の成長が完了する。最終的に乳児血管腫は数年かけて退縮する。これらの成長特性の例外として、IH-MAGや、顕著な成長が遅れて始まり長く続く大型で深在性の乳児血管腫がある。
身体診察および成長歴に基づく診断が明らかでない場合（皮膚病変の少ない深在性血管腫に多い）、画像診断または組織病理学的検査のいずれかによって診断を確定できる。ドップラー超音波検査では、増殖期の乳児血管腫は通常直接的な動静脈シャントを伴わない高流量の軟部組織腫瘤として現れる。MRIでは乳児血管腫は境界明瞭な病変で、T1強調画像では中等度信号強度、T2強調画像では増強信号強度を示し、ガドリニウム注入後には強い造影効果を呈し、血流の速い血管を伴う婉曲の多い病変を示す。組織診断に用いる検体は、穿刺吸引、皮膚生検または切除生検によって採取する。顕微鏡下では乳児血管腫は通常、内皮細胞層のある密集した薄壁毛細血管の非密封性の集合体である。血液で満たされた血管は僅かな結合組織で隔てられている。その内腔は血栓化され、器質化されている場合がある。血管破裂によるヘモジデリン色素沈着が観察されることもある。
2000年、特異的な免疫組織化学的マーカーであるGLUT-1が乳児血管腫では陽性で、他の血管腫瘍や奇形では陰性であることが発見された。このマーカーは乳児血管腫と他の血管異常を区別する能力に革命を齎した。

### 肝
肝臓の乳児血管腫は肝血管腫全体の16％に見られる。その大きさは通常、直径1～2cm未満である。通常の血管腫ではゆっくりとした求心性の結節性の充満が見られるのに対し、乳児血管腫の病変部では造影の急速な増強である「フラッシュフィリング」現象を示すことがある。CTおよびMRIでは、動脈相では急速な充填を示し、静脈相および遅延相では造影剤の滞留がみられる。

## 治療
殆どの乳児血管腫は治療せずに消失し、目に見える痕跡はほぼ残らない。しかしながらこれには何年もかかることがあり、病変の一部は何らかの治療を必要とする。血管腫の管理に関する集学的臨床診療ガイドラインが最近発表された。治療の適応症は、機能障害（視覚障害または摂食障害）、出血、生命を脅かす可能性のある合併症（気道疾患、心疾患、肝疾患）、および長期的または永久的な醜状のリスクなどである。大きな乳児血管腫は、皮膚の著しい伸展または表面の質感の変化により、二次的に目に見える皮膚変化を残すことがある。血管腫が視覚や呼吸を妨げたり、重大な醜形（特に顔面、特に鼻と唇の病変）を齎したりする場合は、通常治療が行われる。治療が必要な病変のサブセットである潰瘍化血管腫は、通常、創傷のケア、疼痛、および血管腫の成長に対処することによって治療される。薬物療法は、血管腫が最も顕著に成長する時期、即ち生後5ヶ月間に行うと最も効果的である。潰瘍性血管腫は治療を必要とする病変であり、通常は創傷ケア、疼痛、血管腫の増殖に対処することで治療される。

### 投薬
乳児血管腫に対する治療の選択肢には、薬物療法（全身投与、病変内投与、局所投与）、手術、レーザー療法がある。2008年以前は、問題のある血管腫に対する治療の主軸は経口コルチコステロイドであり、これは有効でβ遮断薬治療が禁忌または忍容性の低い患者に対する選択肢であり続けている。非選択的β遮断薬であるプロプラノロールが血管腫の治療において忍容性が高く有効であるという偶然の観察を受けて、この薬剤は大規模ランダム化比較試験で研究され、2014年にこの適応で米国食品医薬品局から承認された。 経口プロプラノロールはプラセボ、介入なしの経過観察、または経口コルチコステロイドよりも有効である。その後、プロプラノロールはこれらの病変の治療における第一選択の全身薬物療法となった。
またプロプラノロールの経口投与の他にチモロールマレイン酸塩の局所投与も乳児血管腫に対する一般的な治療法となった。2018年のコクランレビューによると、これらの治療法は両方とも有害性を増加させることなく血管腫の除去に関して有益な効果を示している。更にこれら2つの薬剤に血管腫のサイズを縮小する能力の差は検出されなかったが、安全性に差が存在するかどうかは明らかではない。これらの結果は全て中等度から低品質のエビデンスに基づいているため、これらの治療法をさらに評価するには小児の大規模集団を対象とした更なるランダム化比較試験を実施する必要がある。このレビューでは、現時点では経口プロプラナロールがこれらの病変の治療における標準的な全身療法であることに異議を唱えるエビデンスはないと結論付けている。
乳児血管腫の治療に有効と考えられるその他の全身療法には、ビンクリスチン、インターフェロン、および血管新生阻害作用を有する他の薬剤がある。投与に中心静脈へのアクセスが必要なビンクリスチンは従来は化学療法剤として使用されているが、血管腫および他の小児血管腫瘍、例えばカポジ肉腫様血管内皮腫および房状血管腫に対する有効性が実証されている。インターフェロンα2aおよび2bの皮下注射は血管腫に対して有効性を示しているが、治療した小児の最大20％に痙直型両麻痺を来すことがあり、これらの薬剤は、β遮断薬療法の時代となった現在ではほとんど使用されていない。
局所的かつ小さな血管腫にはコルチコステロイド（通常はトリアムシノロン）の病変内注射が使用されており、比較的安全で効果的であることが実証されている。上眼瞼血管腫への注射は、おそらく高い注射圧に関連した網膜塞栓のリスクが報告されていることから議論の余地がある。緑内障の治療薬として承認されているゲル状溶液で入手可能な非選択的β遮断薬であるチモロールマレイン酸塩外用薬は、小型血管腫の治療に対する安全かつ効果的な適応外の代替薬として認知されつつある 。通常1日2～3回塗布する。

### 手術
血管腫の外科的切除が適応となることは稀で、薬物療法が奏効しない（または禁忌である）病変、解剖学的に切除可能な位置に分布している病変、切除が必要になる可能性が高く手術のタイミングに関わらず瘢痕が類似する病変に限られる。手術はまた、残存する線維脂肪組織（血管腫の退縮後）の除去や損傷した構造の再建にも有用である。

### レーザー
レーザー治療、中でもパルス色素レーザー（PDL）は、血管腫管理において限定的な役割しか果たしていない。PDLは潰瘍化した血管腫の治療に最もよく用いられ、しばしば局所療法や創傷ケアと併用され、治癒を早め痛みを軽減する。レーザー療法はまた、初期の表在性乳児血管腫（但し急速に増殖する病変はPDL治療後に潰瘍化しやすい）、および退縮後も持続する皮膚毛細血管拡張症の治療にも有用である。

## 予後
退縮期には乳児血管腫は最終的に縮小し始める。以前は血管腫は毎年約10％ずつ改善すると考えられていたが、新しいエビデンスによると最大限の改善と退縮は通常3.5歳までに達成される。ほとんどの血管腫は10歳までに消失するが、患者によっては血管腫が完全に消退しないこともある。残存する赤みが認められることがあるが、レーザー治療（一般的にはPDL）で改善できる。血管腫、特に成長期に非常に大きくなった血管腫は、消退後も皮膚の弛みや線維性脂肪組織を残すことがあり、醜状を呈したり、将来外科的な修正を必要とすることがある。皮膚の質感の変化に対しては、フラクショナルレーザー蒸散法が考慮される。以前に潰瘍化した部位には、永久的な瘢痕が残ることがある。
乳児血管腫に伴う皮膚外症状の同定により、さらに長期的な後遺症が生じ得る。例えばPHACE症候群の基準を満たす大きな顔面血管腫の患者は、神経学的、心臓学的および/または眼科的なモニタリングを継続する必要がある。重要な構造を損なう乳児血管腫の場合、血管腫の退縮とともに症状が改善することがある。例えば呼吸困難は気道を含む占拠性乳児血管腫の退縮とともに改善し、高拍出性心不全は肝血管腫の退縮とともに軽減し、最終的には治療を漸減または中止することができる。未治療の眼瞼血管腫などでは、皮膚病変が退縮しても弱視が改善しない場合もある。これらの理由から、乳児血管腫の乳児は増殖初期に適切な臨床医による評価を受ける必要があり、リスクの監視と治療を個別に行い、結果を最適化する必要がある。

## 有病率
2021年に公開された論文によると、日本での1歳児の乳児血管腫の有病率は0.72％であった。